# Salinas, Kalifornija
Salinas je grad u američkoj saveznoj državi Kaliforniji, u okrugu Monterey. Sjedište je i najmnogoljudniji grad okruga: prema službenoj procjeni iz 2009. godine ima 152.597 stanovnika.
Salinas leži u istoimenoj dolini, oko 13 km od pacifičke obale. Klima je idealna za uzgoj cvijeća i vinove loze pa su iz ovog područja neki od najpoznatijih svjetskih vinara. Grad je, osim kao poljoprivredni centar, poznat i kao rodni grad nobelovca Johna Steinbecka.

## Gradovi prijatelji
- Ichikikushikino, Kagoshima, Japan
- Guanajuato, Meksiko
- Cebu City, Filipini

## Vanjske poveznice
- Službena stranica  Arhivirana inačica izvorne stranice od 6. kolovoza 2016. (Wayback Machine) (engl.)
- Steinbeckov centar u Salinasu (engl.)

### Ostali projekti
|  | Zajednički poslužitelj ima još gradiva o temi Salinas, Kalifornija |